# (5038) Overbeek
(5038) Overbeek est un astéroïde de la ceinture principale aréocroiseur.

## Description
(5038) Overbeek est un astéroïde aréocroiseur. Il présente une orbite caractérisée par un demi-grand axe de 2,31 UA, une excentricité de 0,28 et une inclinaison de 10,9° par rapport à l'écliptique.

## Compléments